# St Pancras International

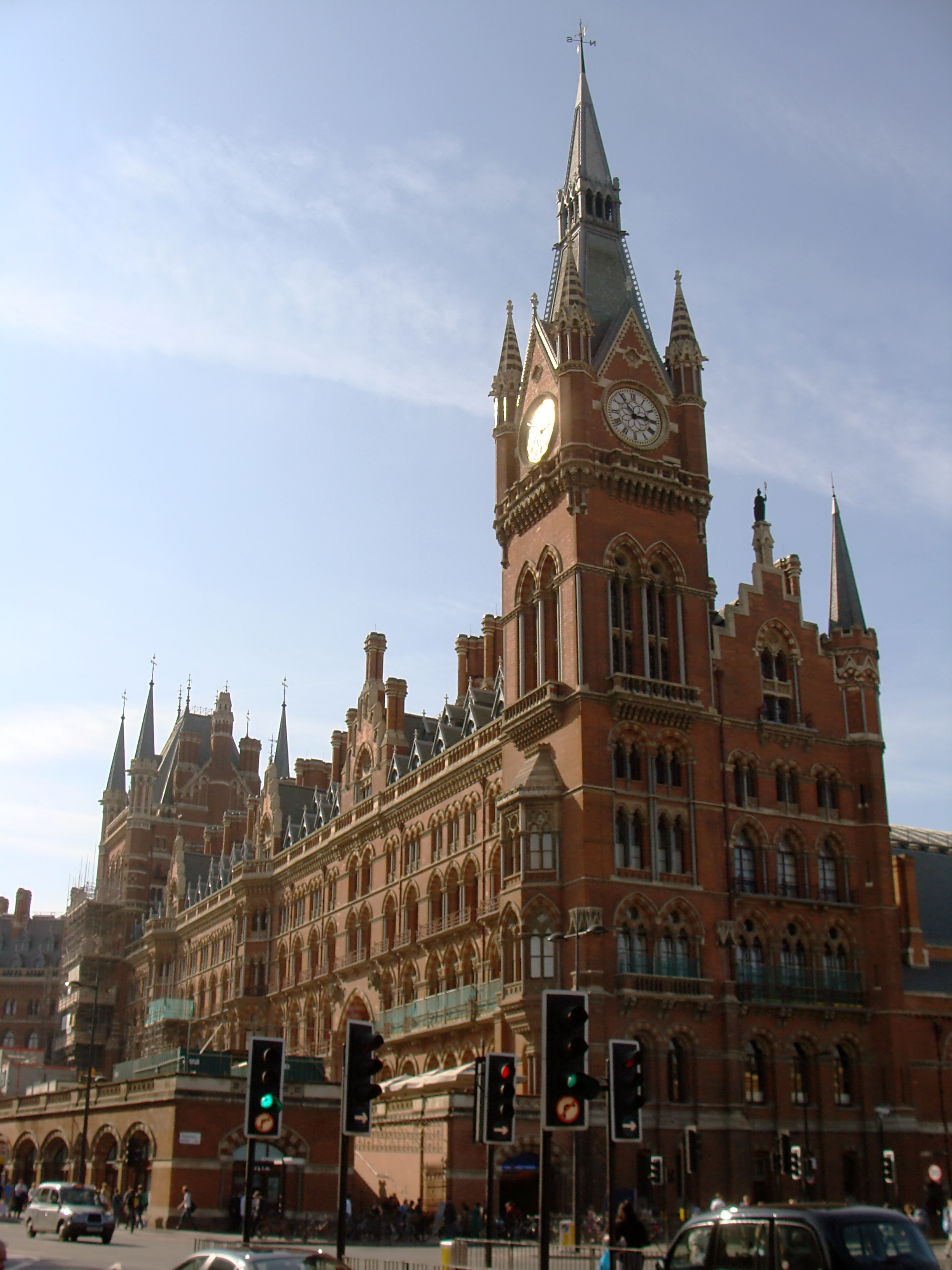
Midland Hotel, stanowiący część budynku dworca

St Pancras International (do 14 listopada 2007 St Pancras) – międzynarodowa stacja kolejowa w północnej części centrum Londynu, położona przy ulicy Euston Road, pomiędzy budynkiem Biblioteki Brytyjskiej na zachodzie a stacją King’s Cross na wschodzie. Budynek dworca pochodzi z XIX wieku, jest zabytkiem klasy I. Na stacji znajduje się 15 peronów; w 2005 roku obsłużyła ona 4,429 mln pasażerów.
Na początku XXI wieku stacja została poddana renowacji i ponownie otwarta 14 listopada 2007, zmieniając nazwę na St Pancras International; wtedy też została oddana do użytku część terminala dla pasażerów linii Eurostar, zabezpieczona podobnie jak terminale lotnicze. W sieci londyńskiego metra dworzec dzieli swoją stację z pobliskim King’s Cross. Jest to stacja King’s Cross St. Pancras.

## Połączenia
Schemat odjazdów
East Midlands Trains

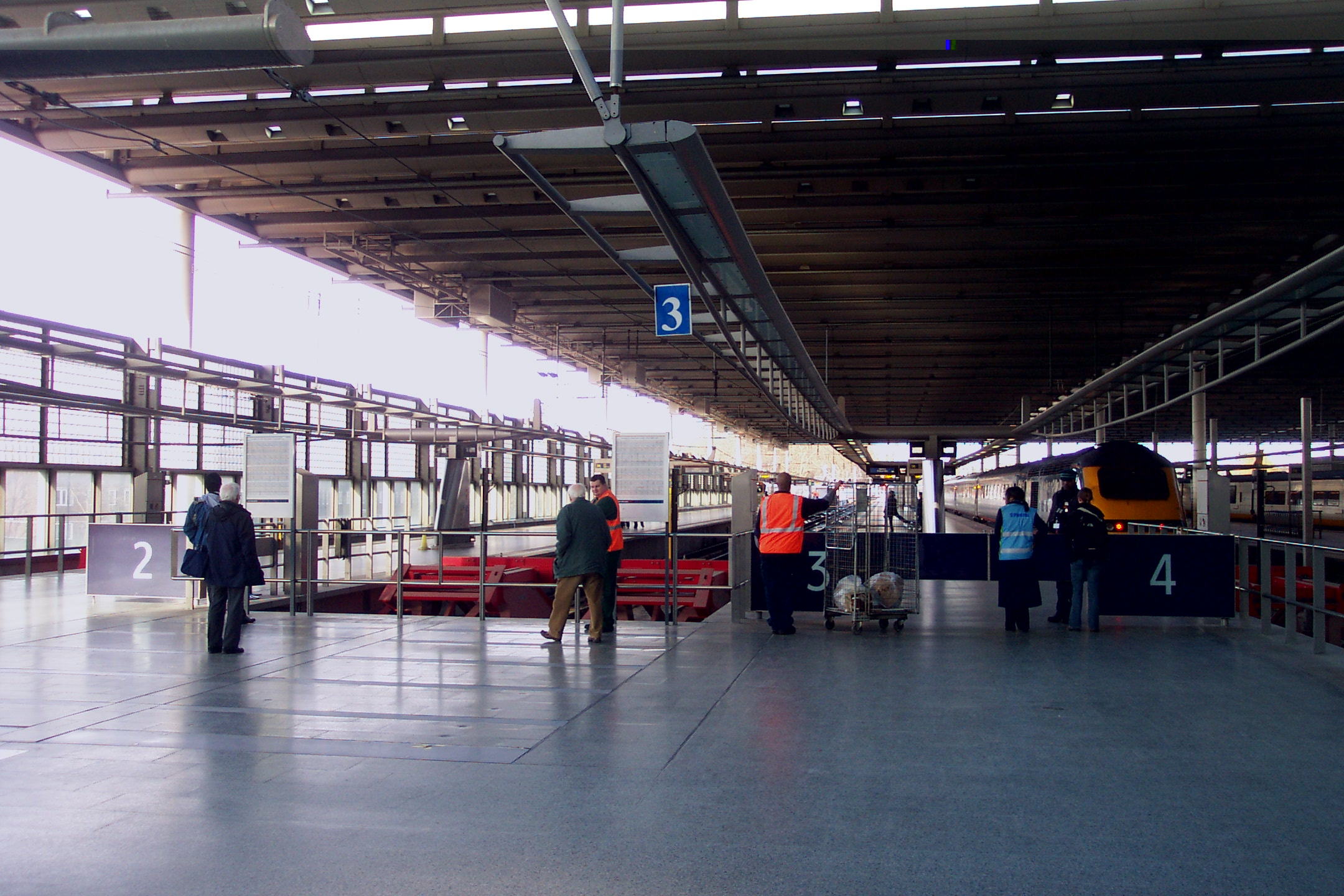
Perony pod nowo przedłużonym zadaszeniem stacji

Z dworca odjeżdżają pociągi do regionu East Midlands, dokładniej do miast Luton, Bedford, Wellingborough, Kettering, Market Harborough, Leicester, Loughborough, Nottingham, Derby, Chesterfield, Burton-upon-Trent i Sheffield.
| Kierunek   | Częstotliwość     | Adnotacje                                                                 |
| ---------- | ----------------- | ------------------------------------------------------------------------- |
| Leicester  | 4 ph (na godzinę) | 2 bezpośrednie i 2 pospieszne (zatrzymują się tylko na głównych stacjach) |
| Nottingham | 2 ph              | Pospieszne                                                                |
| Derby      | 2 ph              | Pospieszne                                                                |
| Sheffield  | 1 ph              | Przedłużenie trasy pociągu do Derby.                                      |

Eurostar

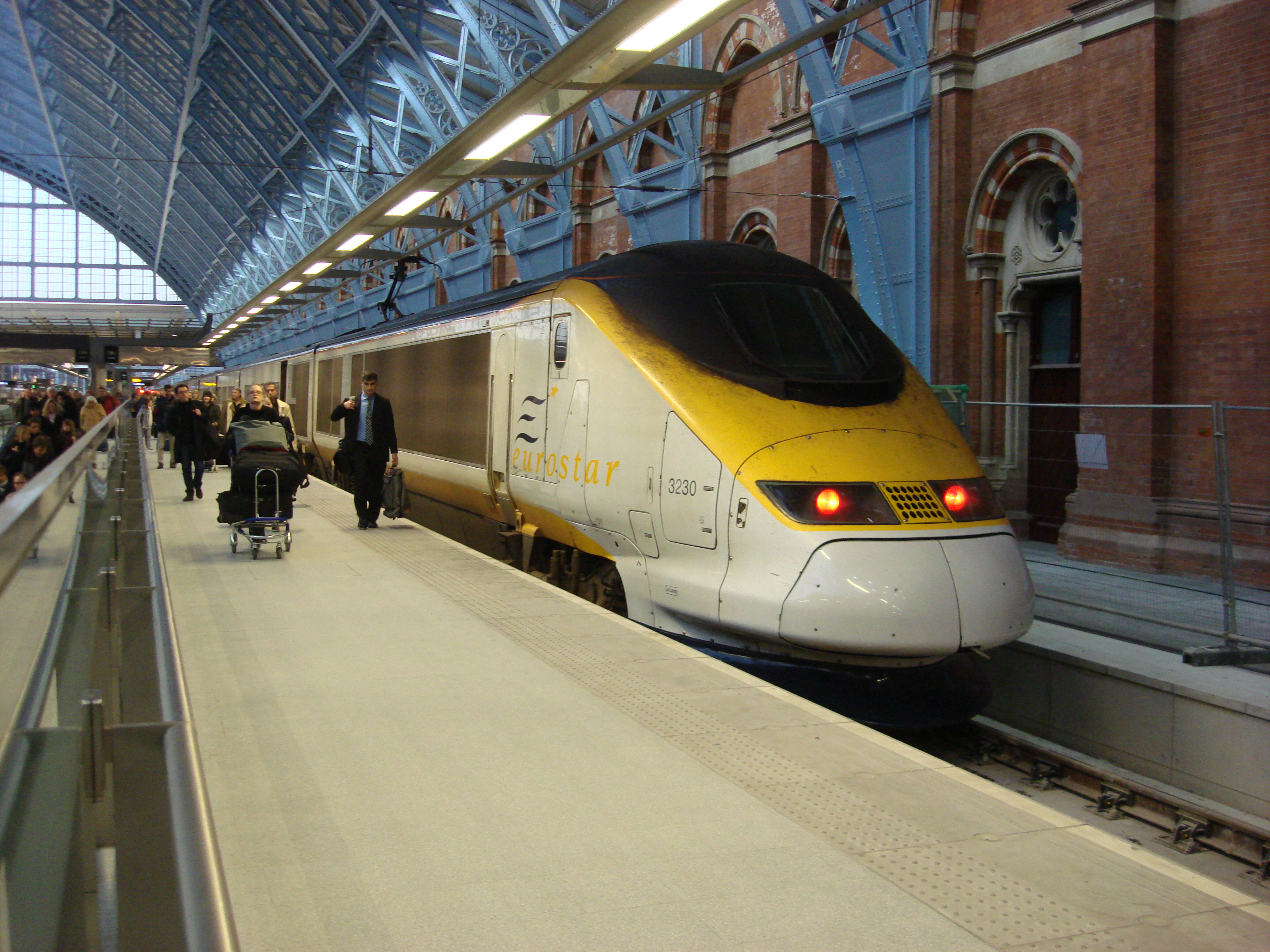
Pociąg Eurostar na peronie na dworcu St Pancras International

Eurostar obsługuje połączenia do Europy kontynentalnej, które zostały tu przeniesione z dworca London Waterloo. Dziennie odjeżdża stąd 17 pociągów do Paryża, na dworzec Gare du Nord, 10 pociągów do Brukseli, na dworzec Bruxelles-Midi, 1 pociąg do Marne-la-Vallée, obsługującego park rozrywki Disneyland Resort Paris. Sezonowo odbywają się też połączenia do Avignon w Prowansji i do La Plagne w Alpach (do stacji Aime-la-Plagne).
First Capital Connect

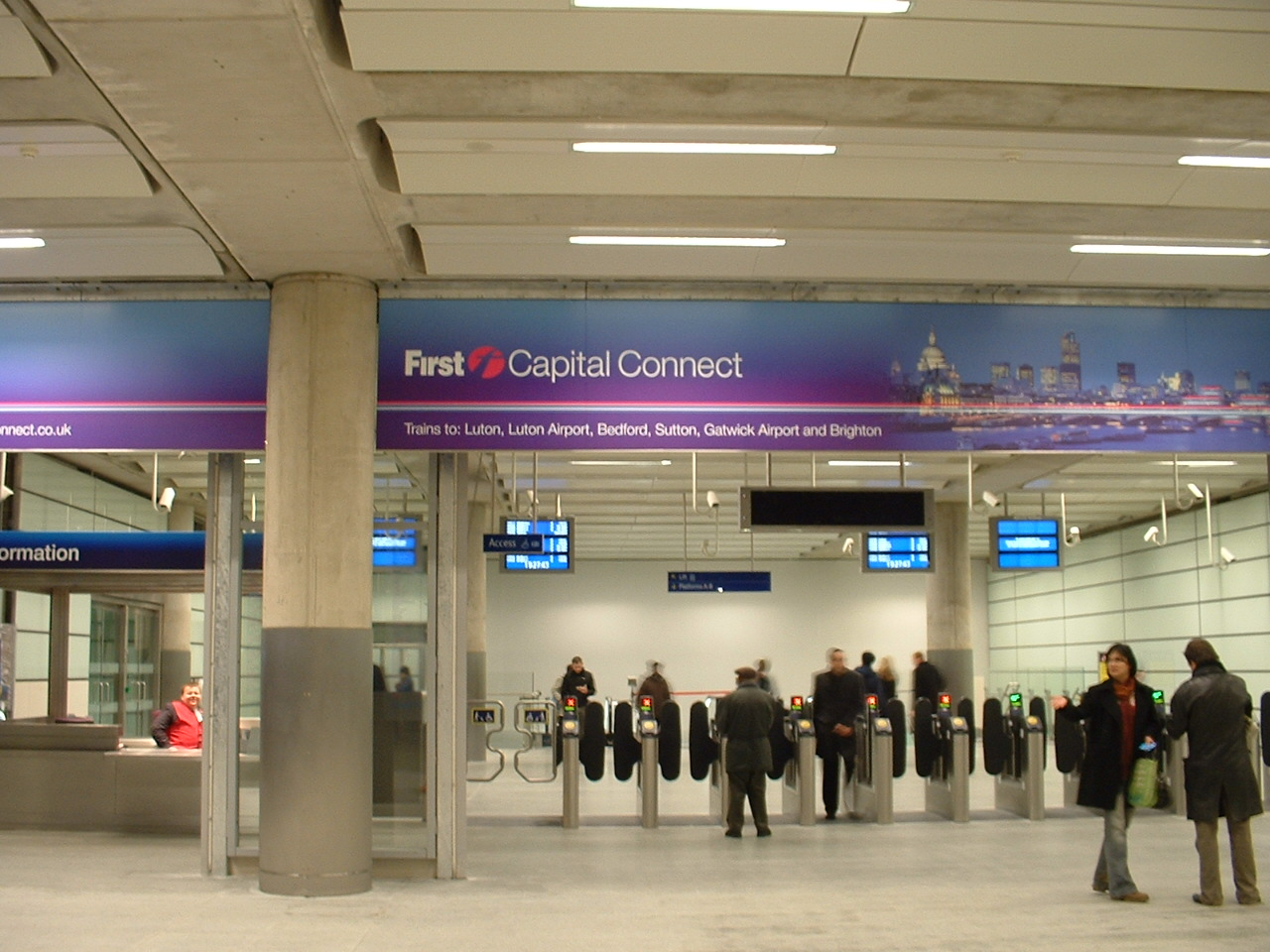
Wejście na perony A i B, z których odjeżdżają pociągi linii Thameslink

Do 9 grudnia 2007 First Capital Connect obsługiwał połączenia po trasie Thameslink z dworca pobliskiego Kings Cross Thameslink, jednak podczas rozbudowy i reorganizacji St Pancras International operator przeniósł się właśnie na tę stację a Kings Cross Thameslink został zamknięty. W rozkładzie są połączenia do Bedford (ok. 90 kilometrów na północ od Londynu) i do Brighton na południowym wybrzeżu (ok. 90 kilometrów od Londynu). W kierunku Bedford główne stacje to Kentish Town, St Albans i Luton, zaś gdy pociąg jedzie na południe są to Farringdon, East Croydon i dworzec kolejowy Londyn-Gatwick. Pociągi odjeżdżają średnio co 6 minut w godzinach szczytu i co 15 w pozostałych. Trasa obsługiwana jest przez pociągi typu 319.

## Użycie peronów
| Peron | Oznaczenie        | Operator              | Kierunek |
| ----- | ----------------- | --------------------- | --- |
| 1-4   | MML Domestic      | East Midlands Trains  | Wellingborough, Corby, Leicester, Loughborough, Derby, Nottingham, Chesterfield, Sheffield, Doncaster, York, Leeds |
| 5-10  | HS1 International | Eurostar              | Paryż, Bruksela, Lille                                                                                             |
| 11-13 | HS1 Domestic      | Southeastern          | Chatham, Faversham, Ashford, Folkestone, Dover, Ramsgate, Margate                                                  |
| A i B | Thameslink        | First Capital Connect | Na północ: St Albans, Luton i Bedford Na południe: Sutton, Sevenoaks i Brighton                                    |

## King’s Cross St Pancras – stacja metra
Stacja posiada najwięcej połączeń w całym Londynie, przechodzi przez nią 6 linii wzdłuż 4 szlaków:
- Circle Line, Hammersmith & City Line, Metropolitan Line
- Northern Line
- Piccadilly line
- Victoria Line